# Benedict Wallet Vilakazi
Benedict Wallet Vilakazi (* 6. Januar 1906 nahe KwaDukuza, Natal, heute Republik Südafrika; † 26. Oktober 1947, Johannesburg, Südafrika; eigentlich Bambatha KaMshini) war ein in Zulu schreibender Dichter, Schriftsteller und Linguist. 1946 wurde er der erste schwarze Südafrikaner, der promoviert wurde.

## Leben
Benedict Vilakazi kam 1906 als Bambatha KaMshini auf der Missionsstation Groutville nahe KwaDukuza, Natal zur Welt. Er war das fünfte Kind der christlichen Konvertiten Mshini ka Makhwatha und Leah Hlengwane ka Mnyazi. Als Kind hütete Vilakazi die Kühe seiner Familie und besuchte die örtliche Missionsschule. Im Alter von zehn Jahren kam er auf das St. Francis College in Mariannhill, ein römisch-katholisches Kloster. Hier wurde er auf den Namen „Benedict Wallet“ getauft, während seine Mutter darauf bestand, dass er den Familiennamen Vilakazi behielt. Er erwarb 1923 einen Abschluss als Lehrer und unterrichtete in Mariannhill und später an einem Seminar in Ixopo.
1933 veröffentlichte Vilakazi seinen ersten Roman Nje nempela („Wirklich und Wahrhaft“). Es handelt sich dabei um eines der ersten belletristischen Werke auf Zulu, das ein Thema aus dem modernen Leben behandelt. 1935 folgte der Roman Noma nini sowie die Gedichtsammlung Inkondlo kaZulu, die erste Veröffentlichung von westlich beeinflusster Zulu-Poesie.
Nachdem er 1934 einen Bachelor an der Universität von Südafrika erworben hatte, begann Vilakazi 1936, an der Fakultät für Bantu-Studien der Witwatersrand-Universität unter Clement M. Doke zu arbeiten. Mit ihm zusammen schuf er ein Wörterbuch Zulu-Englisch. Sein Lehrauftrag machte ihn zum ersten schwarzen Südafrikaner, der weiße Südafrikaner auf Universitätsniveau unterrichtete.
Vilakazis spätere Romane drehten sich weiterhin um das Leben der Zulu, etwa UDingiswayo kaJobe (1939) und Nje nempela (1944), die Geschichte eines traditionellen, polygamen Haushalts. Seine Poesie, die stark von der europäischen Romantik beeinflusst war, verband Rhythmus- und Reimformen, die auf Zulu bis dahin unbekannt gewesen waren, mit Elementen der traditionellen Preislyrik izibongo. Die Gedichte wurden zunehmend politisch und prangerten die Ausbeutung nicht nur der Zulu, sondern der Schwarzafrikaner im Allgemeinen an. Seine Romane und Gedichte waren zu seinen Lebzeiten wie auch heute weithin bekannt.
Mit einer wissenschaftlichen Arbeit über mündliche Tradierung in Zulu und Xhosa wurde Vilakazi am 16. März 1946 zum ersten schwarzen Südafrikaner, der einen Doktorgrad erwarb. Er starb im folgenden Jahr in Johannesburg an Meningitis.

## Werke
- Inkondlo kaZulu. Witwatersrand University Press, Johannesburg 1935 (Poesie)
- Noma nini. Yacindezelwa Emshinini Wasemhlathuzane, Mariannhill/Natal 1935 (Roman)
- UDingiswayo kaJobe. Sheldon Press, London 1939.(Roman)
- Nje nempela. Mariannhill Mission Press, Mariannhill/Natal 1944 (Roman)
- Amal’eZulu. Witwatersrand University Press, Johannesburg 1945 (Poesie)
- Zulu-English Dictionary (mit Clement M. Doke). Witwatersrand University Press, Johannesburg 1948 (Wörterbuch)